# Świtarzów
Świtarzów (ukr. Свитазів) – wieś na Ukrainie, w rejonie czerwonogrodzkim obwodu lwowskiego, w pobliżu Bugu. Wieś liczy około 820 mieszkańców.
W II Rzeczypospolitej do 1934 samodzielna gmina jednostkowa. Następnie, tworząc gromadę Świtarzów wraz z Rulikówką, należała do zbiorowej wiejskiej gminy Skomorochy w powiecie sokalskim w woj. lwowskim. W związku z poprowadzeniem nowej granicy państwowej na Bugu, wieś wraz z główną częścią gminy Skomorochy znalazła się w Związku Radzieckim.